# Pèirapuerc
Pèirapuerc (italià Pietraporzio, piemontès Peiropurch) és un municipi italià, situat a la regió del Piemont. L'any 2007 tenia 94 habitants. Està situat a la Val d'Estura, dins de les Valls Occitanes. Limita amb els municipis de l'Argentiera, Chanuelhas, Sant Estève de Tinèa (Alps Marítims), Sambuco i Vinadio.

## Administració
| Període | Identitat     | Partit        |
| ------- | ------------- | ------------- |
| 2004-   | Paolo Bottero | Llista cívica |